# Ульфельдт, Лео
Граф Лео фон Ульфельдт (нем. Leo Ulfeldt; 22 марта 1651, Копенгаген — 11 апреля 1716, Вена) — австрийский (священно-римский) фельдмаршал (1706).

## Биография
Родился в марте 1651 года в Копенгагене. Сын Леоноры-Кристины (дочери датского короля Кристиана IV от морганатического брака с Кирстен Мунк) и датского первого министра Корфица Ульфельдта, которого до сих пор иногда называют «самым известным предателем в датской истории». 
Уже в июле 1651 года Ульфельдты покинули Данию, после чего некоторое время находились в Голландии, Швеции и Великобритании. Около 1660 года Леонора-Кристина с сыном Лео провела 17 месяцев в заключении в Копенгагене. В 1663 году его мать снова попала в датскую тюрьму, где провела в заключении 22 года. В следующем году отец Лео, Корфиц Ульфельдт, избежав ареста, утонул в Рейне. Лео Ульфельдт, которому тогда было около 13 лет, остался сиротой.
В 1682 году Лео стал командиром роты в австрийской армии. Служил под командованием прославленного фельдмаршала Раймунда Монтекукколи. Вскоре был повышен до командира кавалерийского полка. Во время Великой турецкой войны успешно сражался с турками, в частности, во главе 80 кирасиров с успехом оборонялся от  2 000 татар. За заслуги в ходе этой войны был произведён в генерал-майоры. 
Уже будучи австрийским генералом, Лео смог дважды, в 1691 и 1693 годах, с разрешения датского правительства посетить свою мать, которая после освобождения из тюрьмы жила в монастыре Марибо. Леонора-Кристина передала сыну свои мемуары, написанные в годы заключения, которые он вывез в Австрию, и которые затем много лет хранились у его потомков. Открытие этих записок в 1868 году и их публикация в следующем году в Копенгагене произвели сенсацию и сделали Леонору-Кристину одной из самых известных писательниц в истории датской литературы. Сама рукопись в дальнейшем была выкуплена датчанами и сегодня хранится в королевском замке Фредериксборг.
С 1697 года Лео Унфельдт был женат на Анне-Марии, урождённой графине фон Зинцендорф. В этом браке родились одна дочь и два сына, из которых Антон Корфиц фон Ульфельдт (1699—1770) стал австрийским канцлером (министром иностранных дел). 
В ходе Войны за испанское наследство в Испании в составе австрийской армии. В 1706 году принимал участие в успешной обороне Барселоны от войск противника, и в том же году был произведён в фельдмаршалы. Однако, в 1714 году война была проиграна, австрийцам пришлось эвакуировать Барселону, а Лео Унфельдт вернулся в Австрию.
Фельдмаршал Унфельдт скончался в Вене в 1716 году.